# Rensefeld
Koordinaten: 53° 55′ N, 10° 41′ O

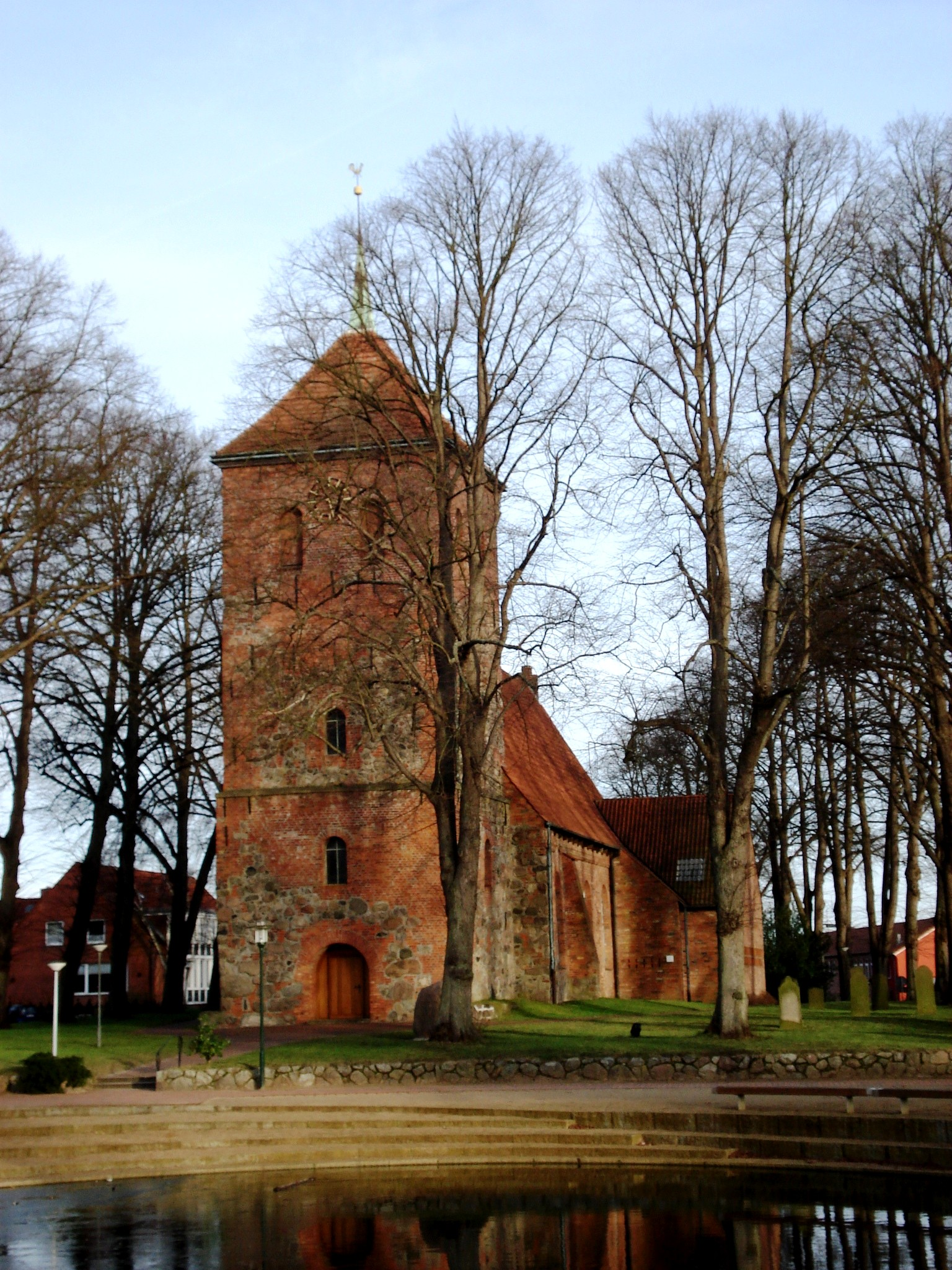
Die Rensefelder Feldsteinkirche auf dem Kirchhof – davor der Dorfteich

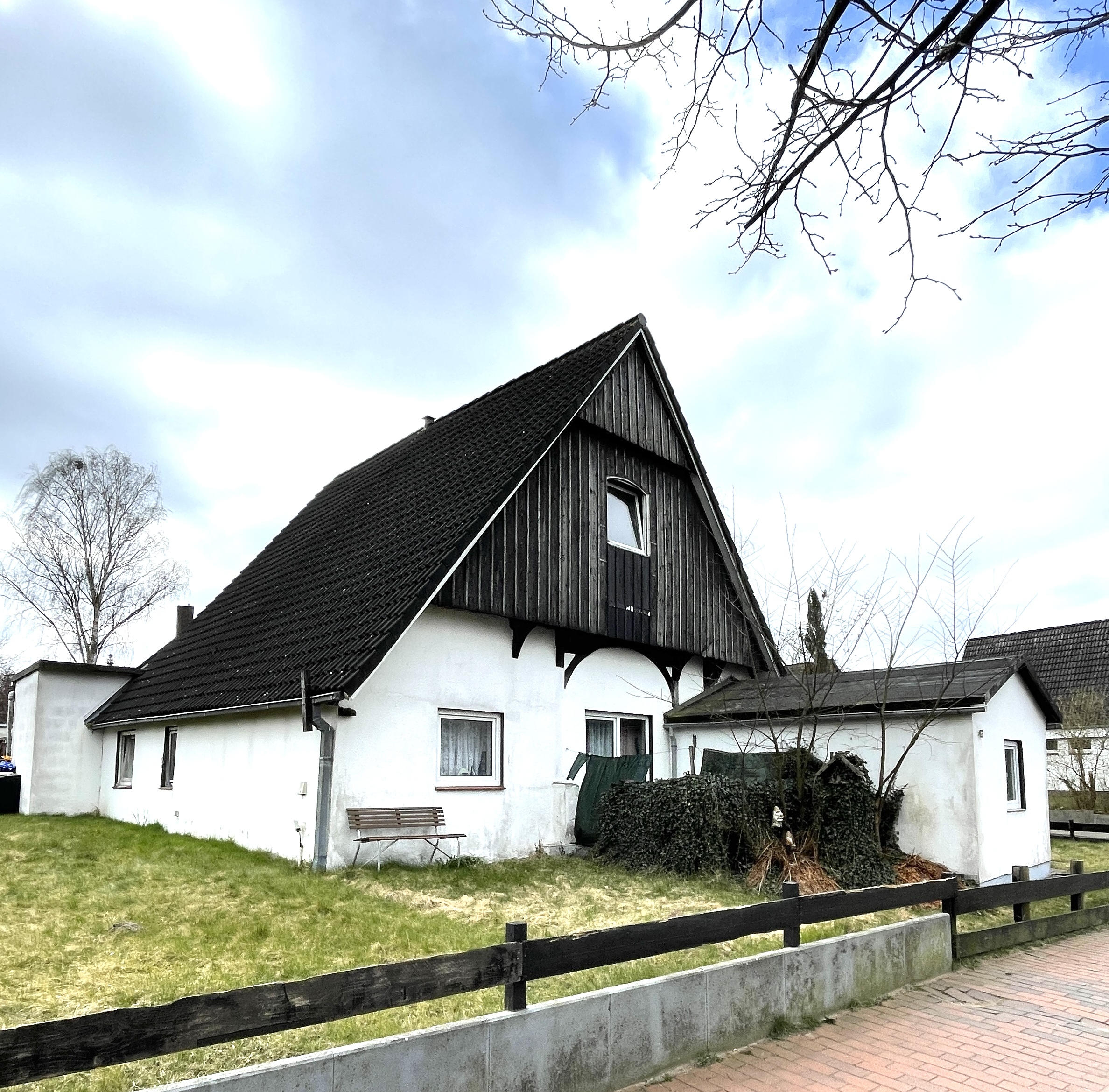
Alt-Rensefeld 43, Fachhallenkate von 1689 – Teil des ursprünglichen Dorfangers

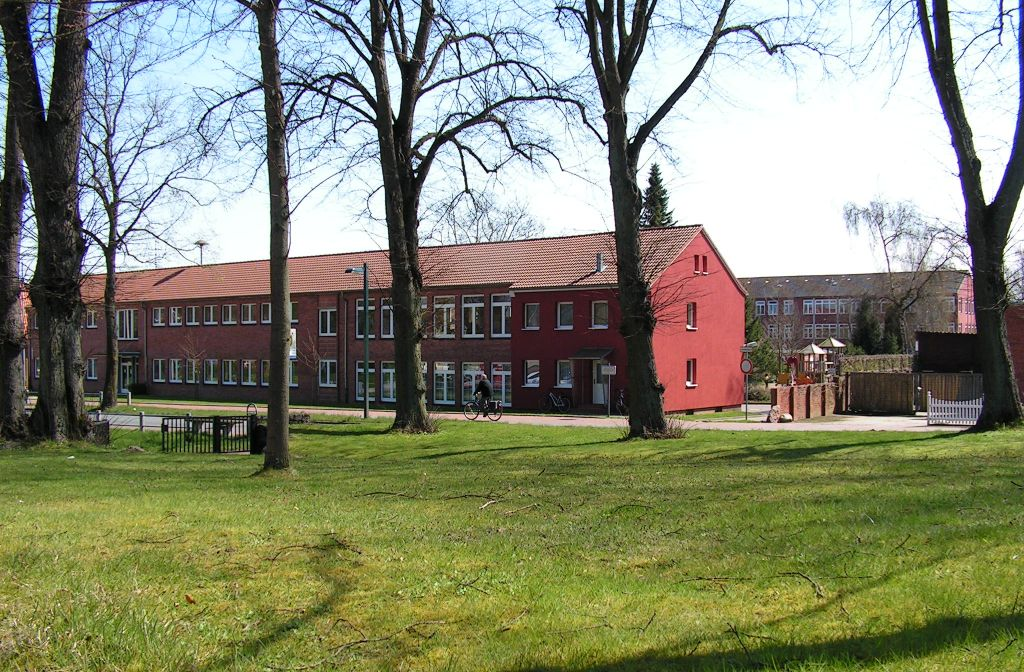
Grundschule Rensefeld

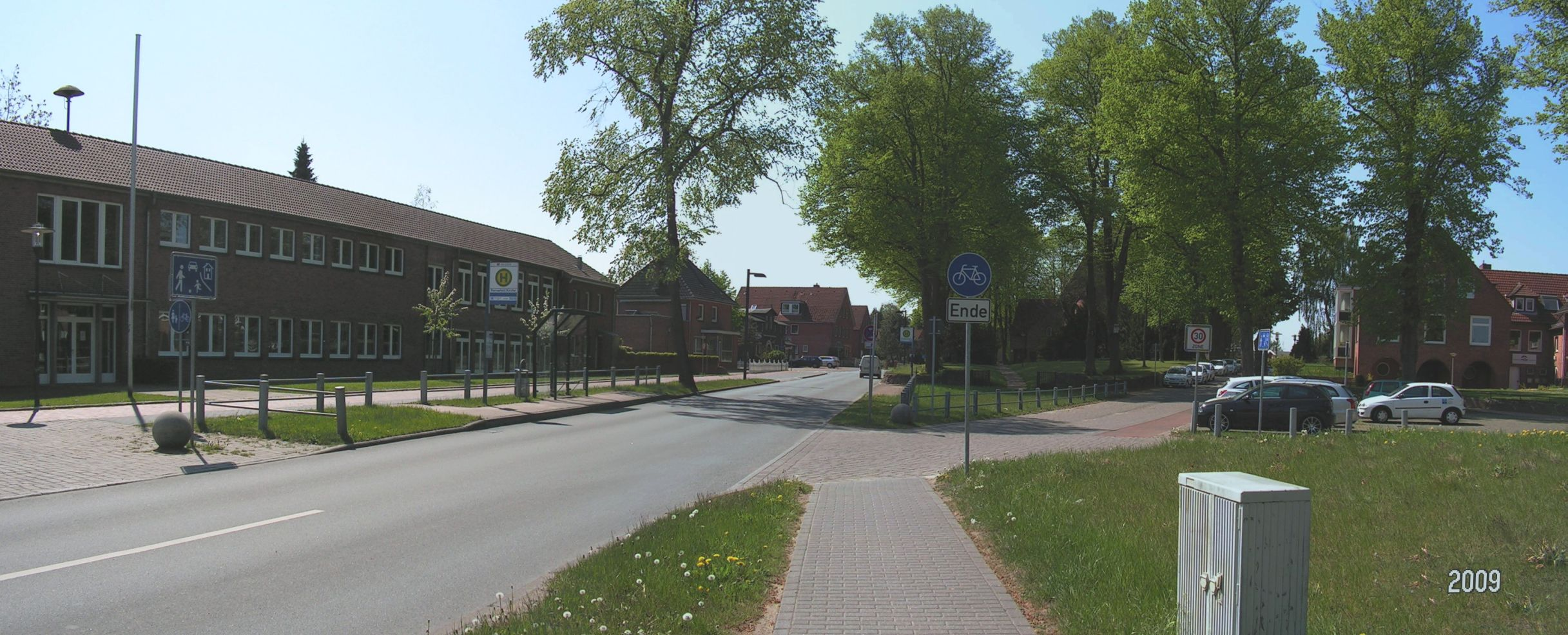
Alt-Rensefeld: Schule (links), Kirche (Mitte), Pastorat (rechts)

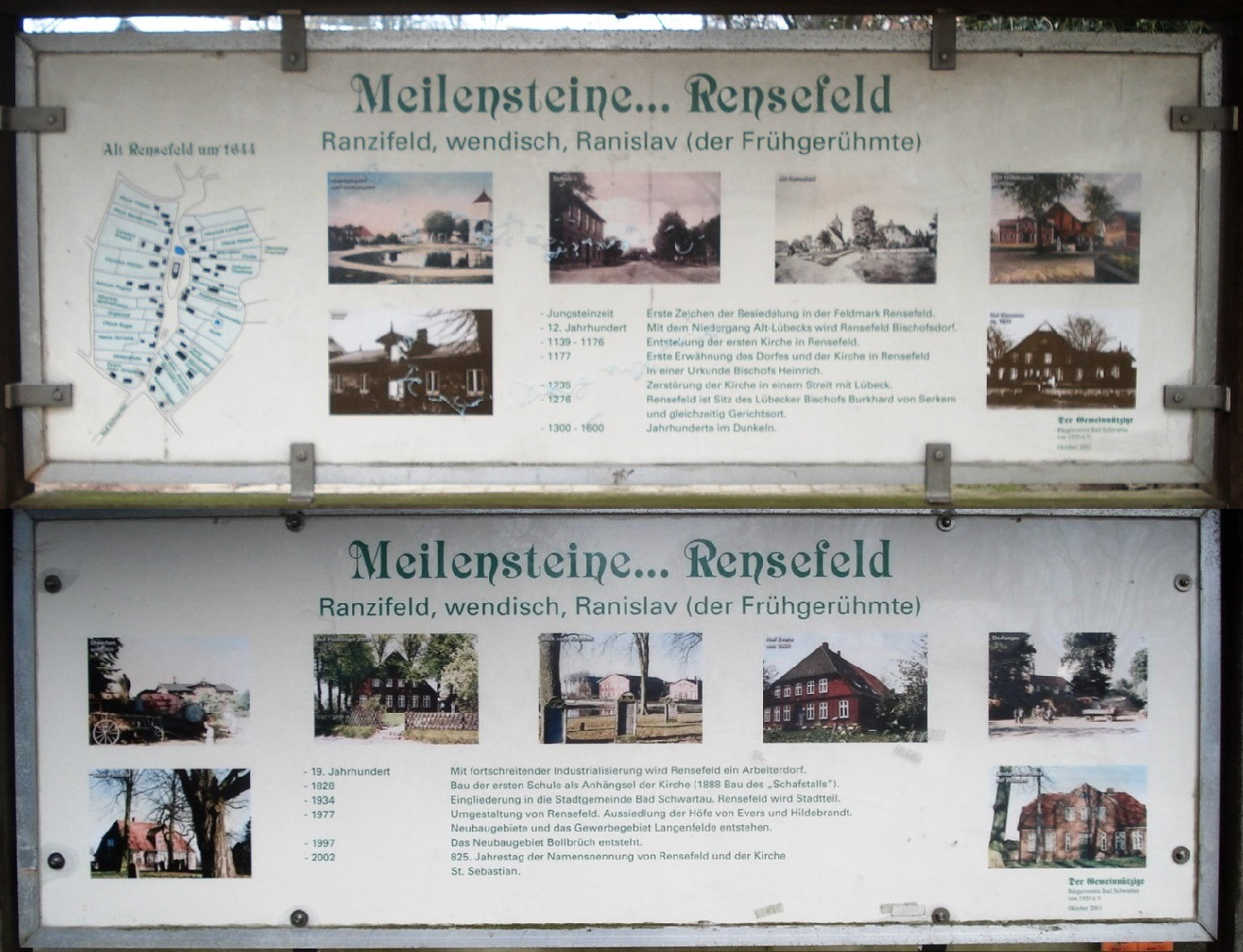
Informationstafel zur Geschichte Rensefelds

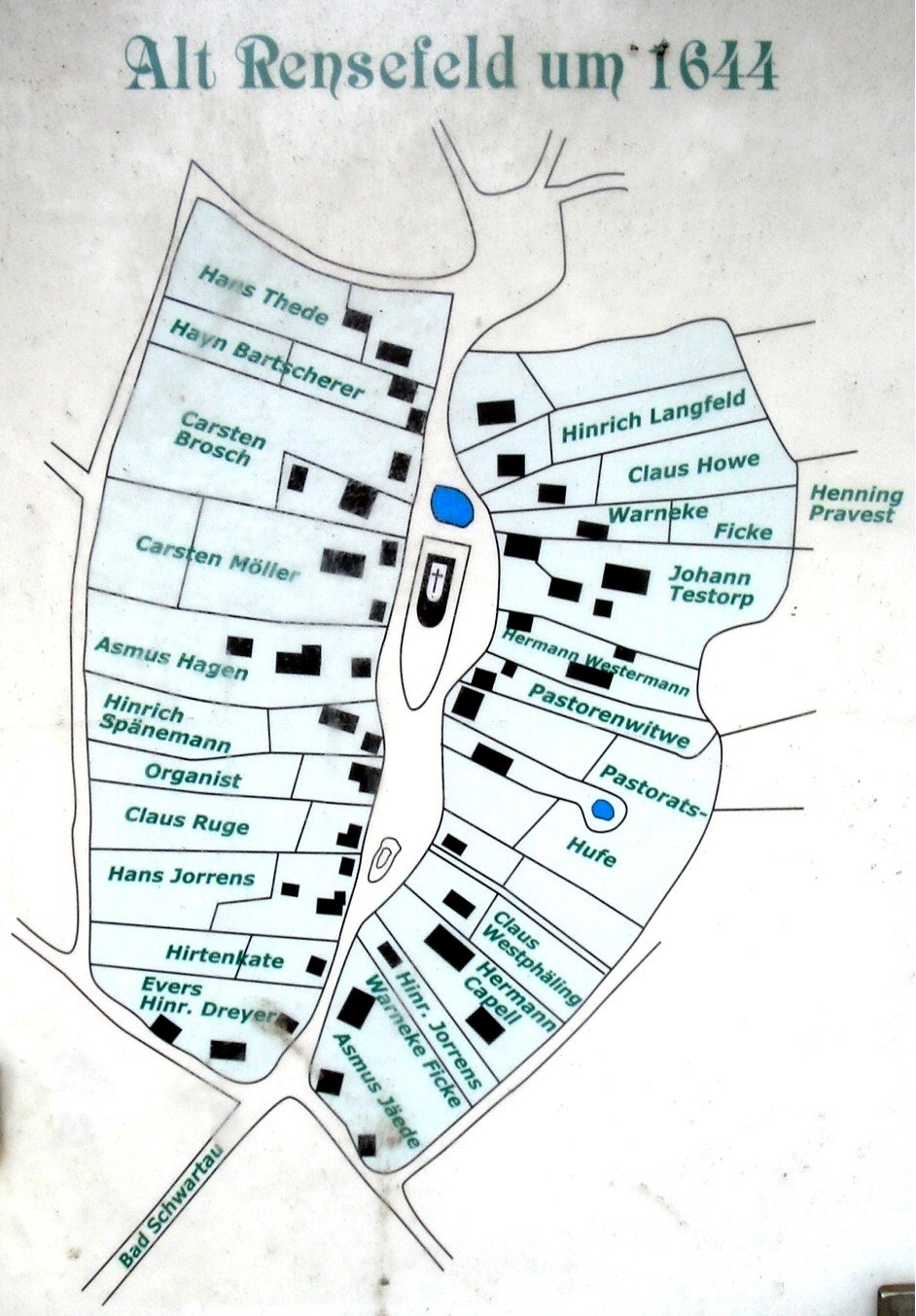
Auszug aus der Informationstafel zur Geschichte Rensefelds – das Dorf um 1644

Rensefeld (von dem slawischen Vornamen: „Ranislav“ = „Der Frühgerühmte“ + „-feld“) ist ein Ortsteil der Stadt Bad Schwartau im Kreis Ostholstein, Schleswig-Holstein.
Rensefeld war ursprünglich eine eigenständige Gemeinde, wurde 1934 eingemeindet und ist heute nahtlos mit Bad Schwartau verwachsen.
Die ursprüngliche Anlage als Angerdorf – mit dem (heute als Löschwasserteich genutzten) Dorfteich und der Rensefelder Feldsteinkirche mit dem umgebenden ehemaligen Friedhof – ist deutlich erkennbar. Rensefeld mit der Rensefelder Feldsteinkirche war das Zentrum des großen Rensefelder Kirchspiels.

## Geschichte
Die Gründung von Rensefeld erfolgte durch Vizelin kurz nach der Eroberung Wagriens durch die Holsten 1138/1139. Vizelin war vom römisch-deutschen König Konrad III  mit dem Wiederaufbau der zerstörten Kirche von Alt-Lübeck beauftragt worden.
Die erste urkundliche Erwähnung erfolgte 1177 – zu diesem Zeitpunkt hatte Rensefeld eine Kirche und einen Bestand von 30 Hofstellen – als hälftiges Eigentum des Lübecker Johannisklosters. Aus dem Eigentum des Lübecker Johannisklosters ging Rensefeld (zusammen mit dem zugehörigen – an der Mühle an der Clever Au entstandenen – Klein Mühlen) um 1287 in den Besitz des Lübecker Bischofs über – woraus später das Fürstbistum bzw. Hochstift Lübeck hervorging, das seit 1648 als Fürstentum Lübeck stets Landesherren aus dem Hause Holstein-Gottorp hatte, die schließlich (Groß)herzöge von Oldenburg wurden.
Die Rensefelder Kirche war die Pfarrkirche des sehr großen Rensefelder Kirchspiels, das bis zum Ende des 19. Jahrhunderts den gesamten Nordrand von Lübeck von Stockelsdorf bis zur Trave umfasste.
Am 1. November 1859 entstand durch die neue Oldenburger Gemeindeordnung die Landgemeinde Rensefeld.
Im 19. Jahrhundert entwickelte sich Rensefeld aus einer Agrargemeinde zu einem Dorf von Arbeitern und Bauern.
1934 wurde die Landgemeinde Rensefeld aufgelöst und nach Bad Schwartau eingemeindet.

## Baudenkmale
- Die St.-Fabian-Kirche ist das älteste Bauwerk in der Stadt Bad Schwartau.
- Die sog. „Duwsche-Kate“, Alt-Rensefeld 43 von 1689 ist das älteste noch erhaltene profane Gebäude der Stadt Bad Schwartau. Es ist ein Fachhallenhaus in Zweiständerbauweise und gilt als einer der ältesten Vertreter eines Fachhallenbaus im östlichen Holstein. Das Gebäude steht seit November 2022 unter Denkmalschutz und diente lange Zeit als Räucherkate. Das Gebäude ist äußerlich überformt und verändert worden. Sie ist Teil des ehem. „Hof Thede“ aus Rensefeld.

## Schule
Gegenüber der Kirche befindet sich die Grundschule (ehemals Grund- und Hauptschule) Rensefeld. Der bekannte Heimatforscher und Schriftsteller Max Steen war hier als Lehrer von 1929 bis 1964 (ab 1948 als Rektor) tätig.